# Saint-Christophe-des-Bois
Saint-Christophe-des-Bois ist eine Gemeinde in der Bretagne in Frankreich. Sie gehört zum Département Ille-et-Vilaine, zum Arrondissement Fougères-Vitré und zum Kanton Vitré. Sie grenzt im Norden an Montreuil-des-Landes, im Osten an Châtillon-en-Vendelais, im Südosten an Balazé und Taillis, im Süden an Val-d’Izé und im Westen an Mecé. Die Bewohner nennen sich Christophéen. Das Siedlungsgebiet liegt ungefähr auf 1025 Metern über Meereshöhe.

## Bevölkerungsentwicklung
| Jahr      | 1962 | 1968 | 1975 | 1982 | 1990 | 1999 | 2008 | 2013 |
| --------- | ---- | ---- | ---- | ---- | ---- | ---- | ---- | ---- |
| Einwohner | 469  | 473  | 430  | 420  | 467  | 475  | 505  | 577  |

## Sehenswürdigkeiten

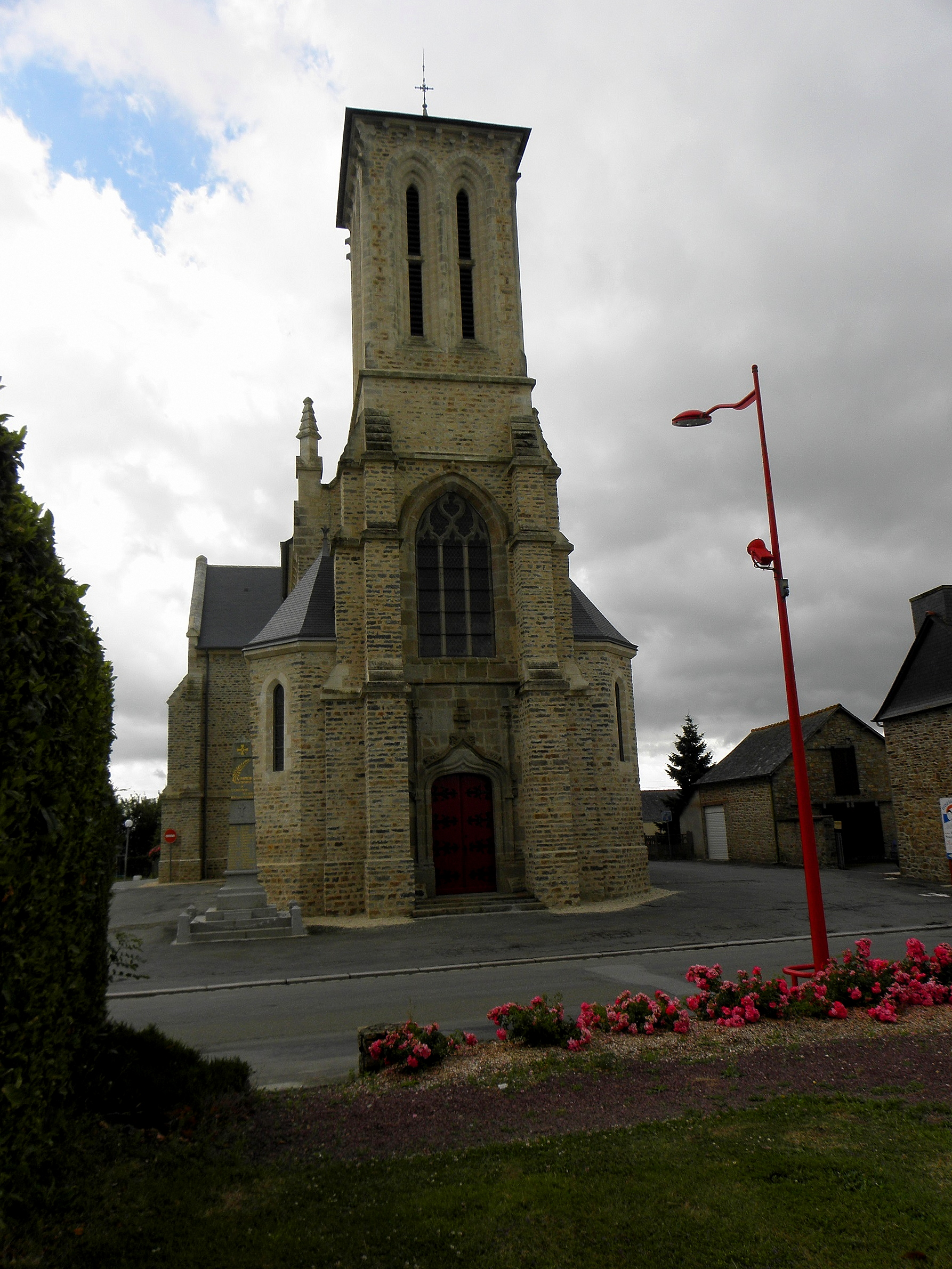
Kriegerdenkmal
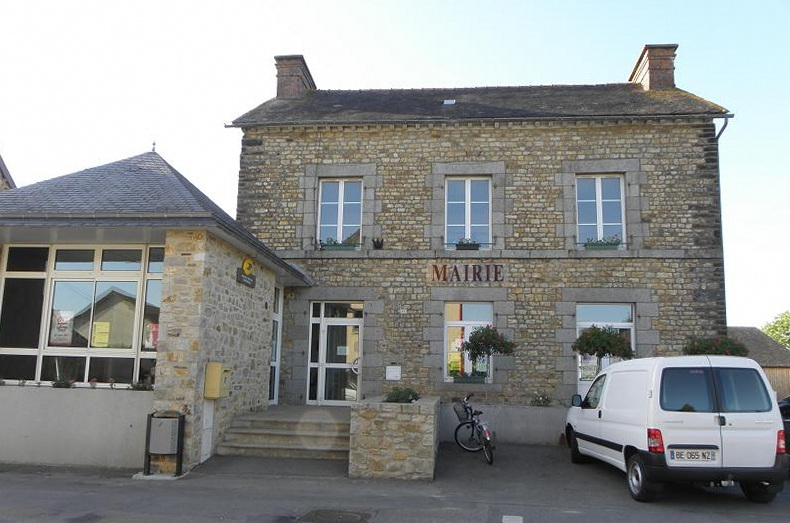
Kirche Saint-Christophe

- Kirche Saint-Christophe
- Mairie Saint-Christophe-des-Bois